# Midori Kenji
Kenji Midori (緑 健児 Midori Kenji, sinh ngày 18 tháng 4 năm 1962) là một trong những võ sỹ nổi tiếng nhất của trường phái Kyokushin Karate. Midori là một trong những học trò Masutatsu Oyama, người sáng lập hệ phái Kyokushin. Anh hiện nay đang là Chủ tịch của WKO Shinkyokushinkai, một tổ chức Kyokushin Karate quốc tế, với nhiều hoạt động nhằm phát triển trường phái này.

## Sự nghiệp

### Sự nghiệp
Kenji Midori sinh tại tỉnh Kagoshima, chuyển lên Tokyo và bắt đầu theo học Kyokushin với Mas Oyama năm 1978. Anh nhanh chóng chứng tỏ được tài năng của mình khi đạt được những chiến thắng trong các giải đấu.
Năm 1987, anh tham gia Kyokushin Karate Wolrd Tournament và thất bại ở vòng 16 (trước Michael Thompson)
Sau đó, anh lần lượt tham gia và giành được những danh hiệu ở các giải All Japan Weight Tournament và All Japan Tournament.
Năm 1991, Midori lần thứ hai tham gia giải Kyokushin Karate World Tournament, lần này, anh đánh bại tất cả các đối thủ và giành chức vô địch thế giới. Sau danh hiệu này, Midori không tham gia các giải đấu nữa mà tập trung vào công tác huấn luyện, tổ chức và phát triển Kyokushin.
Từ sau 1992, khi Oyama mất, International Karate Organization trên thế giới tách thành ba tổ chức, một trong số đó được biết đến là World Karate Organization Shinkyokushinkai, được dẫn dắt bởi Yukio Nishida. Sau khi Nishida từ chức, lần lượt Keiji Sanpei rồi Yasuhiro Shichinohe và cuối cùng là Kenji Midori thay thế. Midori lên làm chủ tịch tổ chức này từ năm 2001 và đổi tên nó thành WKO Shinkyokushinkai vào năm 2003.
Hiện Shinkyokushinkai đang phát triển ở nhiều nước trên thế giới và có một phân đường tại Hà Nội, Việt Nam.

### Phong cách chiến đấu
Kenji Midori nổi tiếng với phong cách thi đấu mạnh mẽ, quyết liệt và những đòn chân đáng gờm.
Chính những cú đá hiểm hóc với sức sát thương lớn đã giúp anh giành danh hiệu vô địch thế giới năm 1991.

## Các danh hiệu
- 5th Kyokushin Karate World Tournament 1991 – Vô địch
- 4th Kyokushin Karate World Tournament 1987 – Vòng 16 (Thua Michael Thompson)
- 22nd All Japan Tournament 1990 – Thứ 2
- 17th All Japan Tournament 1985 – Thứ 5
- 7th All Japan Weight Tournament 1990 – Vô địch
- 4th All Japan Weight Tournament 1987 – Vô địch
- 2nd All Japan Weight Tournament 1985 – Vô địch
- Sursee Cup 1988 – 2nd place (Thua Andy Hug)